# Duna (Fernsehen)
Duna (deutsch Donau) ist ein Fernsehsender der ungarischen öffentlich-rechtlichen Rundfunkanstalt Duna Média. 
Der Sender hat es sich zum Ziel gesetzt, den im Ausland lebenden Ungarn Nachrichten sowie kulturelle Aspekte ihrer Heimat näherzubringen. Das seit Dezember 1992 über Satellit verbreitete Programm fußt dabei vor allem auf der ungarischen Sprache, bietet jedoch auch bilinguale oder untertitelte Magazine für Ausländer oder die Nachfahren ungarischer Minderheiten beispielsweise in Siebenbürgen oder auch der Slowakei. Der zugehörige Sender heißt seit 2012 nur noch Duna.
Nach der Änderung des ungarischen Mediengesetzes am 1. Juli 2015 wurden die Sender Duna sowie der Zweitsender Duna World Teil der einzigen nationalen Rundfunkgruppe Duna Média.
Duna wird in ganz Ungarn über DVB-T verbreitet und sind europaweit über die Satelliten Eurobird 9A auf 9°Ost unverschlüsselt empfangbar. Weitere Ausstrahlungen in den Pay-TV-Paketen sind verschlüsselt und benötigen eine entsprechende Smartcard zur Entschlüsselung. Ferner wird Duna digital in europäische Kabelnetze eingespeist. In Frankreich z. B. bei der France Télécom Orange und in Deutschland bei Vodafone Kabel Deutschland.
Finanziell von Spenden und monatlichen Zahlungen unterstützt, kann es auch außerhalb Europas in Vorderasien, Nordafrika und Australien sowie in Nord- und Südamerika empfangen werden. Des Weiteren wird ein Livestream zur Verfügung gestellt.

## Senderlogos

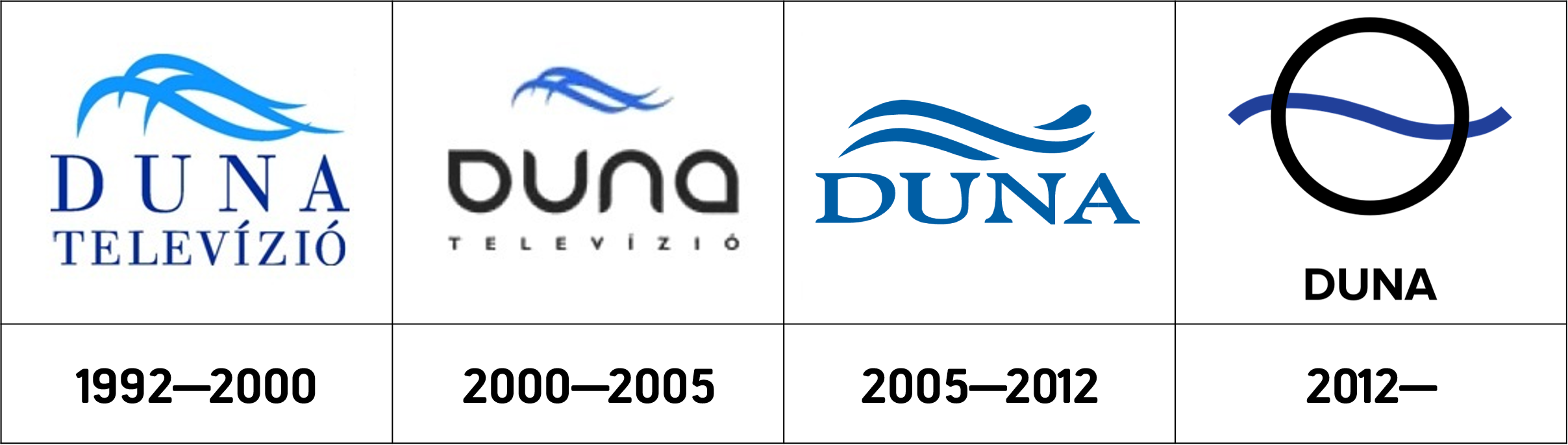